# Roewe 750
Roewe 750 (MG 750 en Chile y Perú) es un automóvil del segmento E que fue fabricado por el fabricante chino Roewe entre 2006 y 2016 bajo la firma SAIC Motor. Es el sucesor del Rover 75 bajo suelo asiático, teniendo este modelo con diferencia una distancia entre ejes mayor, con unos 105 mm extra.

## Características
El tren motriz es un motor de gasolina V6 de 2.5 litros, basado en el Rover KV6 siendo la caja de cambios nueva, de 5 velocidades automática. Más tarde se integró un motor de 1.8T (turbo) de gasolina basado en el Rover serie K, teniendo 150 CV (112 kW; 152 PS).
Todas las versiones de este modelo son: 750D, 750E, y 750i siendo la 750i la más completa con GPS y lector DVD integrado en el extremo superior del vehículo.
La aceleración del Roewe 750 es de 0-100 km/h (62 mph) en 9,5 segundos para el 1.8T manual, 11,5 segundos para el 1.8T automático y 10,2 segundos; la eficiencia del combustible automático V6 de 6.0 y 6.4L/100 km respectivamente, y una velocidad máxima de 205 km/h (127 mph) para los cuatro y 220 km/h (137 mph) para el V6.